# Vontade
Vontade é a capacidade através da qual tomamos posição frente ao que nos aparece. Diante de um fato, podemos desejá-lo ou rejeitá-lo. Ante um pensamento, podemos afirmá-lo, negá-lo ou suspender o juízo sobre ele.

## Teologia
Para os filósofos Santo Agostinho e Descartes, vontade e liberdade são a mesma coisa: a faculdade através da qual somos dignos de louvor, quando escolhemos o bom, e dignos de reprovação, quando escolhemos o mau. 
Agostinho e Descartes concordam em que o fato de nós humanos termos vontade nos torna responsáveis pelas nossas decisões e ações. A dimensão moral do homem decorre do fato dele ter vontade.
Em Agostinho, a escolha digna de reprovação é pecado. Em Descartes é erro. O pecado é uma falta religiosa oriunda da vontade. O erro é uma falta moral ou epistêmica. Moral quando a falta oriunda da vontade é prática. Epistêmica quando a falta oriunda da vontade é teórica. 
Agostinho e Descartes também concordam em afirmar que o fato de termos vontade não só nos torna responsáveis por nossos atos e decisões como também livra Deus de qualquer responsabilidade sobre a mesma, tal como explica a teodiceia.

## O sonen
A palavra Sonen é uma palavra japonesa que não possui um significado exato para a língua portuguesa. Através de seu nome, possui uma ambiguidade, como vontade, razão e sentimento. Se dá através dessas três razões.
A prática do Sonen foi introduzida como uma prática de fé pelo líder da Igreja Messiânica, Kyoshu-Sama.
Existem diversos passos que se pode começar colocar em prática para viver o Sonen. O primeiro deles é a relação entre a pessoa e Deus, por exemplo. Você pode começar a se conscientizar que somos parte de Deus e que o próximo também é, igualmente.

## Filosofia
- Schopenhauer
- Vontade de potência